# Casa i taller Joan Tolrà
La casa i taller per a Joan Tolrà són dos edificis d'un mateix conjunt de la ciutat de Badalona (Barcelonès). D'estil modernista, obra de l'arquitecte badaloní Joan Amigó i Barriga, està protegit com a bé cultural d'interès local.

## Descripció
Es tracta de dos edificis. L'un és un habitatge que consta de soterrani, planta baixa, pis i golfes. L'altre, al seu costat, és un cos de tallers, amb soterrani, planta baixa i pis, compost per tres crugies, cobertes al soterrani per volta catalana de maó, atibada, i al pis superior per encavallada de fusta. S'hi intenta una certa homogeneïtzació formal a través de materials i elements formals.

## Història
El conjunt està situat en la plana del Corb, que en aquella època tot just comença a urbanitzar-se, i on la classe dirigent i les fàbriques s'instal·len, amb una relació molt propera, com és aquest cas.
Manada construir a l'arquitecte Joan Amigó el 1909. La indústria Tolrà era una fàbrica de teixits i gèneres de punt. Va estar en funcionament entre 1909 i 1926, quan s'hi va instal·lar la Unió Gimnàstica i Esportiva. A la dècada de 1920, fou llogada a Ezequiel Giró, cosí del propietari, quan decidí independitzar-se del negoci familiar, fins que va tenir la seva fàbrica construïda al carrer d'Àngel Guimerà (actual mossèn Anton Romeu).

## Galeria de fotos

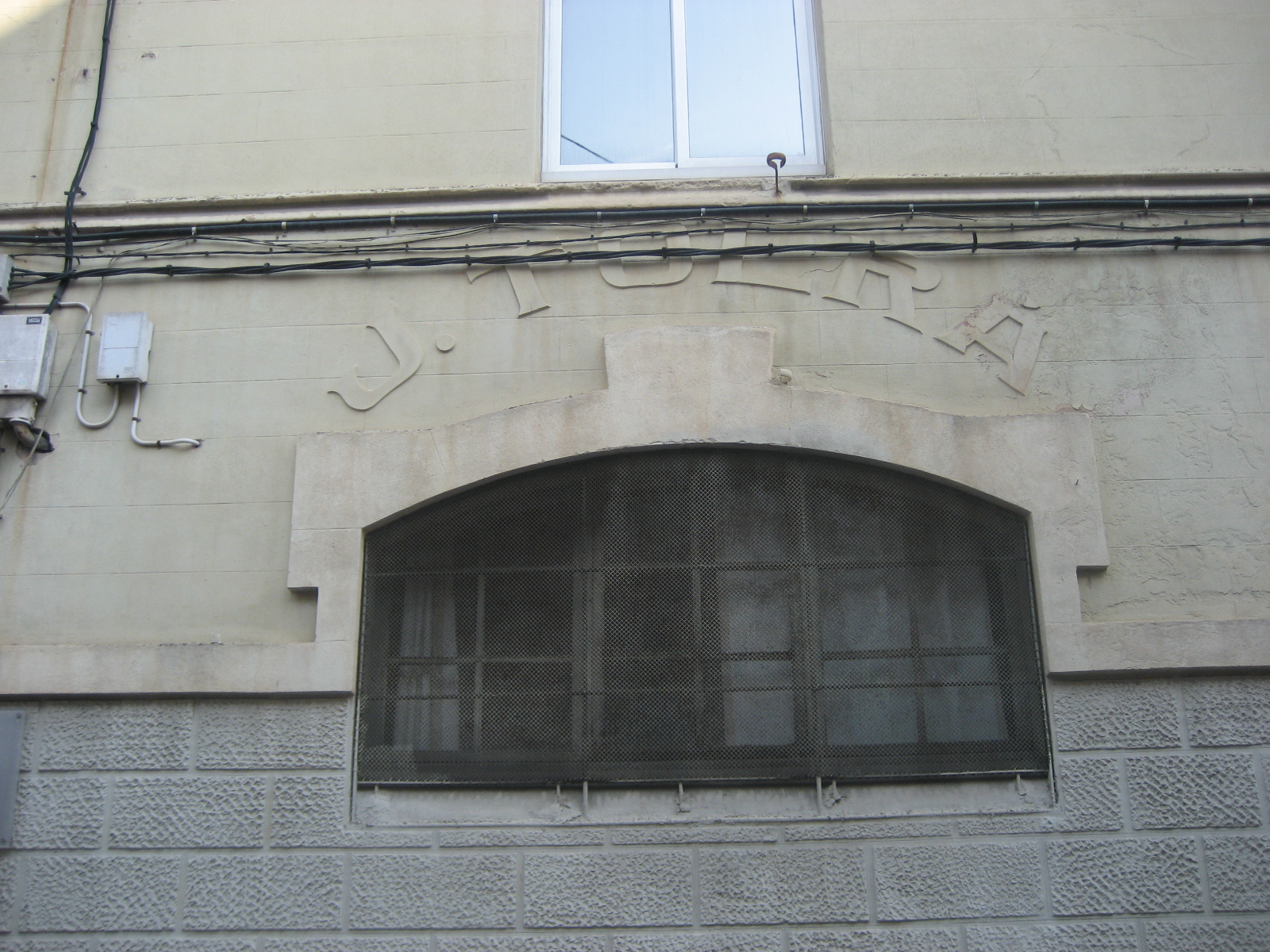
Detall de la façana del taller, amb el nom J. Tolrà
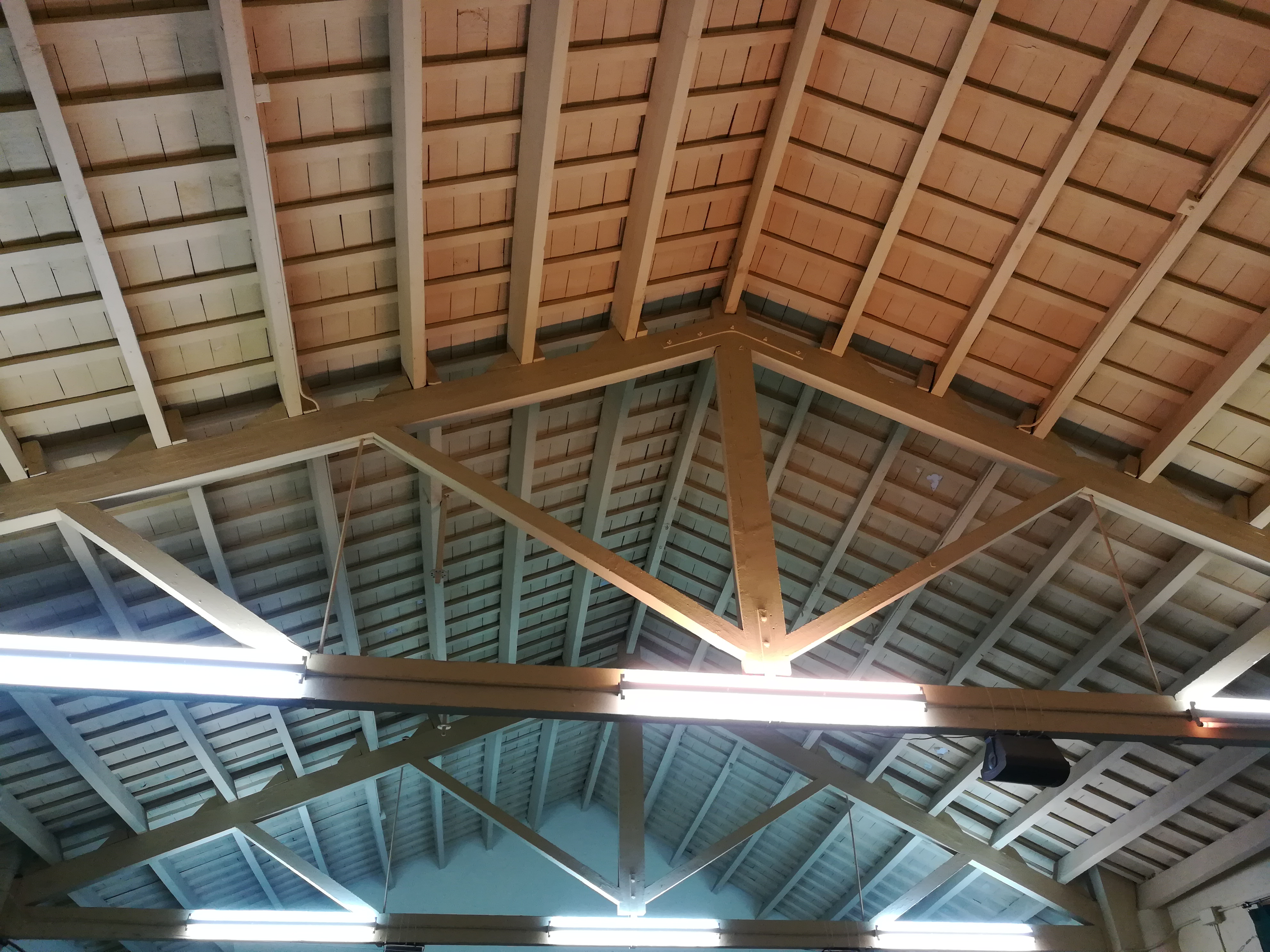
Sostre del taller
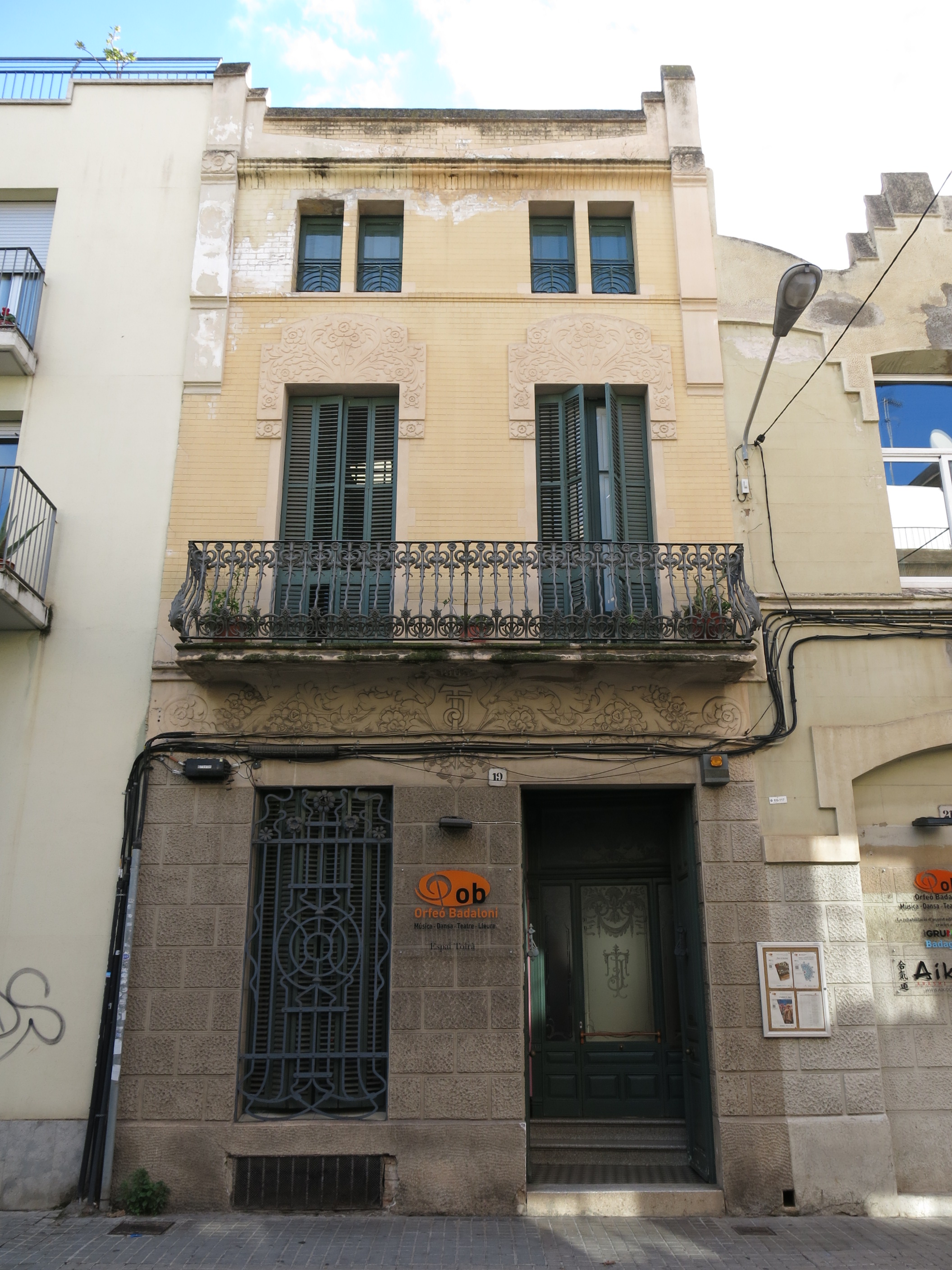
Vista de la casa Tolrà, al costat del taller
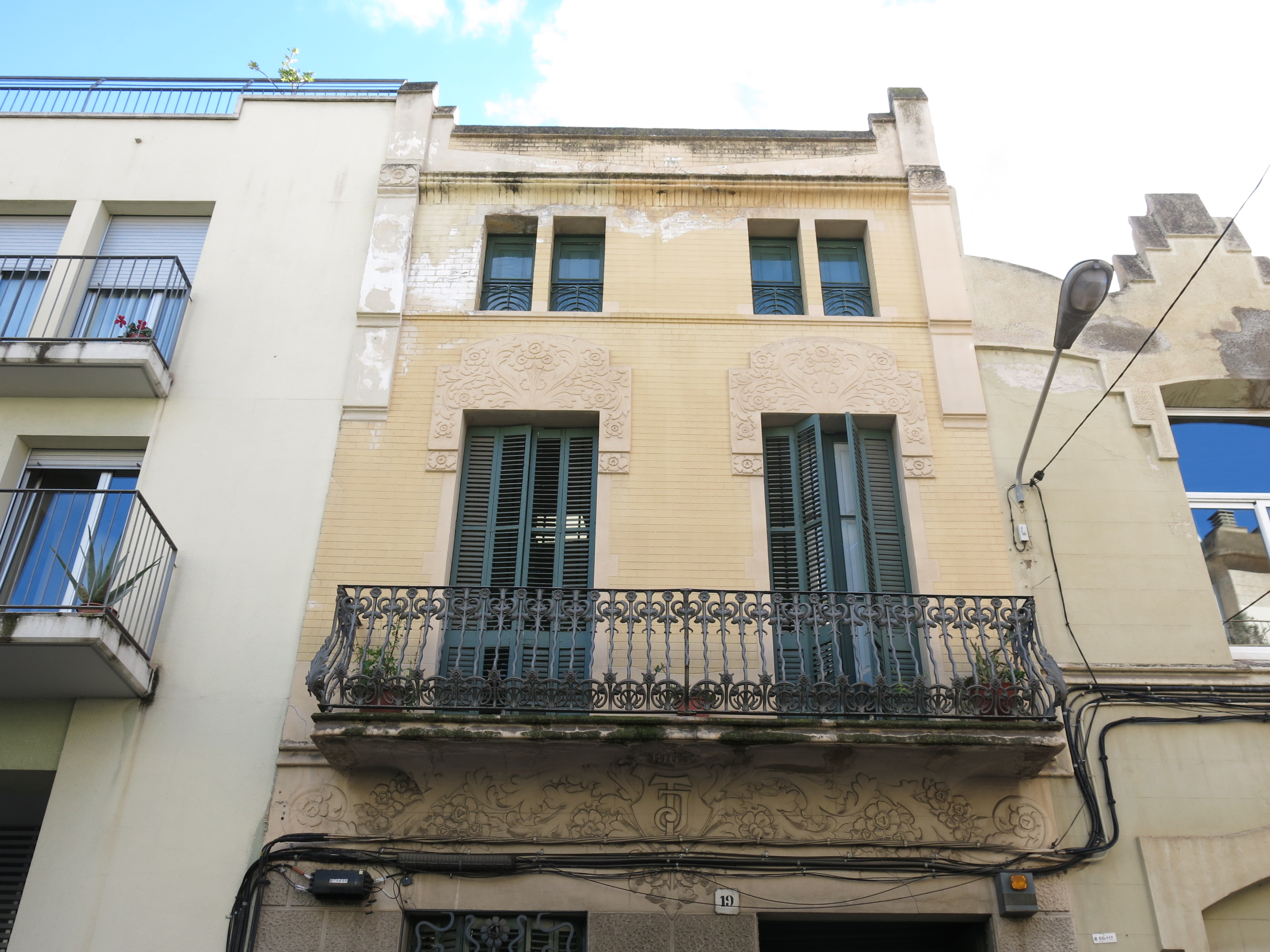
La decoració floral de la casa, amb el monograma del propietari sota el balcó
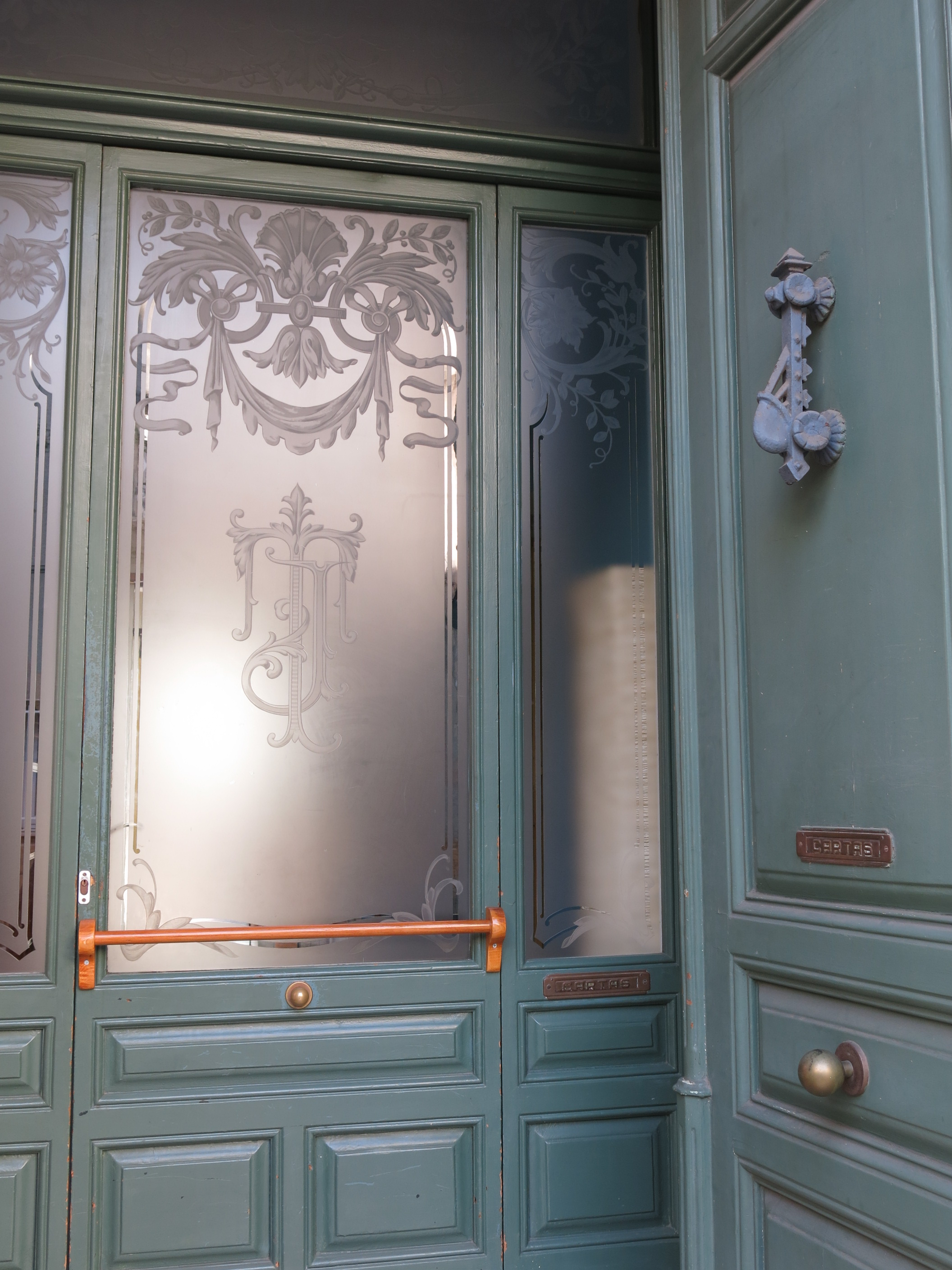
Detall de la porta d'entrada de la casa
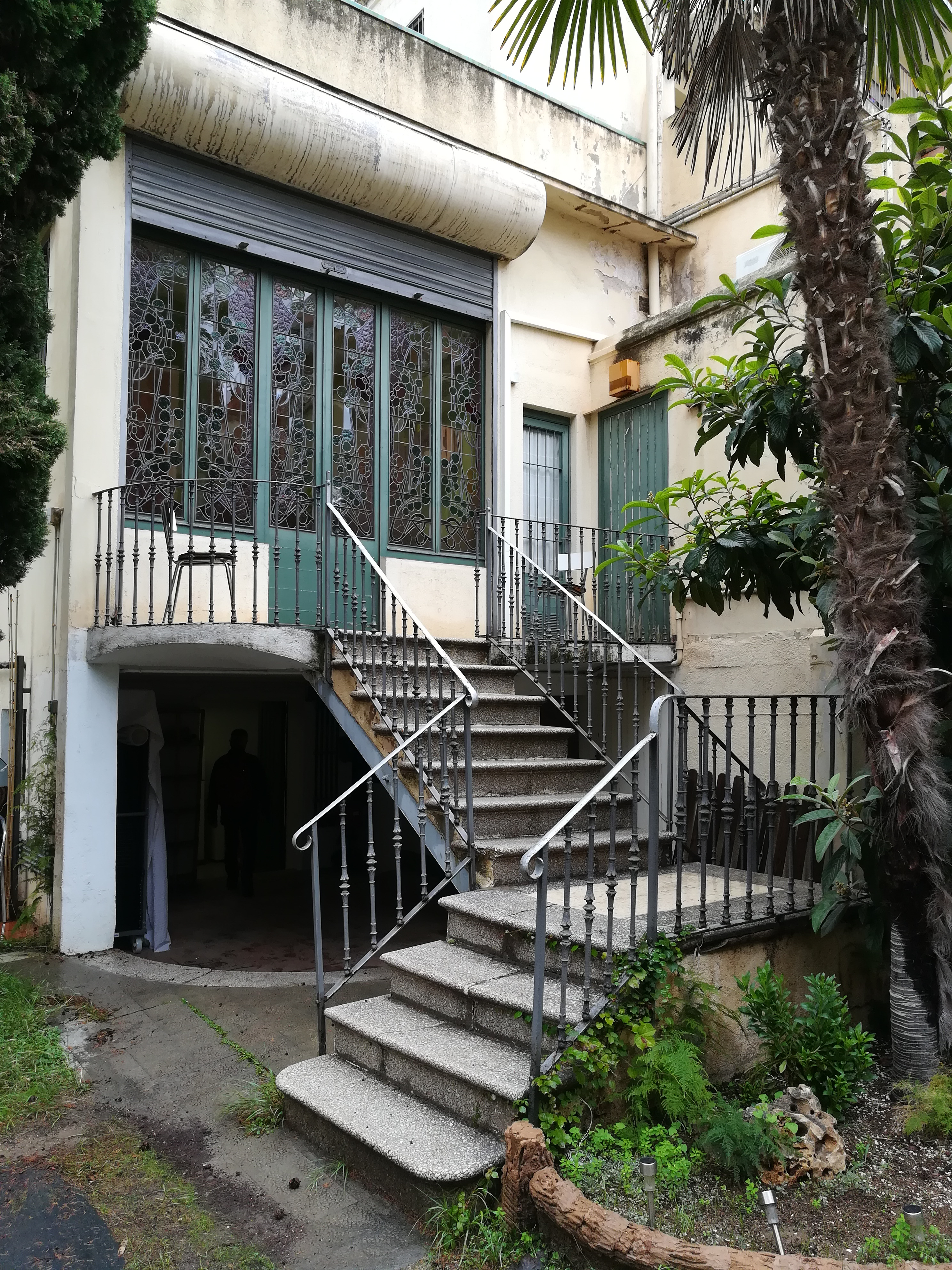
Escala del pati
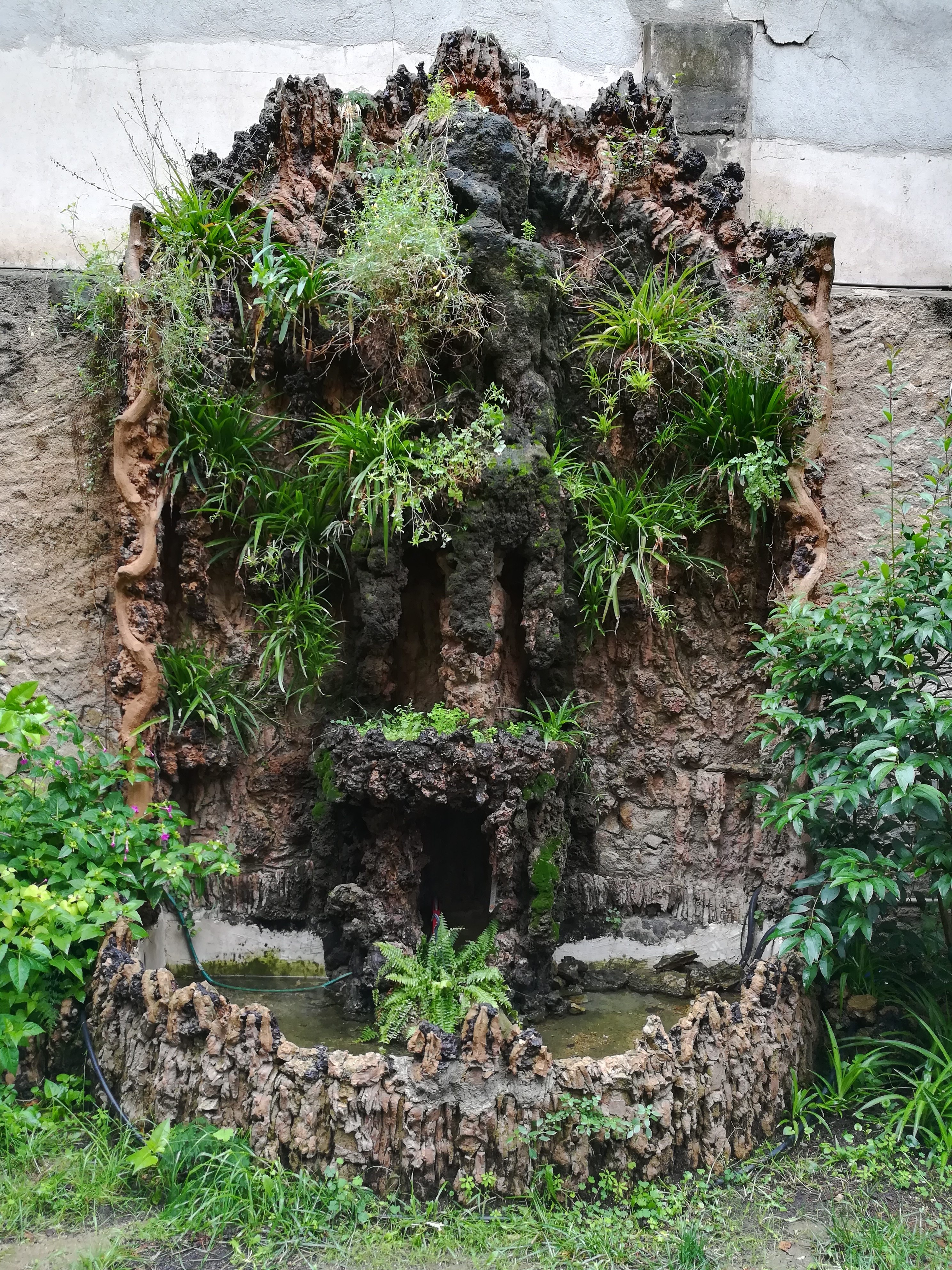
Cascada del pati